# Apollodoro di Atene
Apollodoro di Atene, figlio di Asclepiade (in greco antico: Ἀπολλόδωρος ὁ Ἀθηναῖος?; 180 a.C. circa – Atene, 120-110 a.C.), è stato uno storico, grammatico e lessicografo greco antico.

## Biografia
Originario del demo ateniese del Pireo, era figlio di Asclepiade il Giovane. 
Legato allo stoicismo, Apollodoro, secondo Suda, fu discepolo di Panezio e di Diogene lo Stoico, ma in particolare fu collaboratore di Aristarco di Samotracia ad Alessandria, nello studio dei testi di Omero e degli autori comici; lasciò Alessandria d'Egitto nel 146 a.C. circa, a causa della cacciata dei dotti ordinata da Tolomeo VIII, per dirigersi alla volta di Pergamo; di lì si spostò definitivamente ad Atene, dove morì, probabilmente, intorno al 118 a.C..

## Opere
Le opere attribuite ad Apollodoro sono tutte perdute nella loro interezza, eccezion fatta per 356 frammenti, dai quali si evince che aveva composto lavori di erudizione storico-cronografica.
Il capolavoro dell'erudito ateniese era la Cronaca (Χρονικά), un'opera dedicata ad Attalo II Filadelfo, in quattro libri di cronologia universale scritti in trimetri giambici, in cui Apollodoro creava un'impalcatura che partiva dal 1184 (presa di Troia) e si concludeva, forse, al 144 a.C. Spesso, lo studioso, che seguiva il computo degli arconti di Atene, indicava, per gli autori letterari, l'acme, la fioritura dell'autore, che cadeva nel quarantesimo anno d'età . Di quest'opera, che dovette esser ampiamente letta per la facilità di memorizzazione grazie al trimetro della scrittura metrica, sopravvivono circa 100 frammenti, la gran parte dei quali senza indicazione del libro da cui provengono. Secondo studi recenti, la scansione cronologica dell'opera partiva, nel I libro, dalla caduta di Troia (1184 a.C.) al 480 a.C., con l'inizio delle guerre persiane, per poi spostarsi, nel II libro, da questo conflitto alla morte di Alessandro Magno; nel III libro, a quanto consta dai frammenti, l'ultima data certa sembra il 219 a.C., mentre nel quarto libro sembra che Apollodoro si fermasse quantomeno al 121 a.C.
Di argomento geo-etnografico era, poi, l'ampio trattato Sul Catalogo delle navi (Περὶ νεῶν καταλόγου), in 12 libri, una sorta di commento storico-geografico all'omonima sezione del II libro dell'Iliade concernente la flotta greca. Di quest'opera, che trattava nel dettaglio questioni relative a toponimi e città spesso scomparse, restano 58 frammenti, spesso tramandati da Strabone e Ateneo di Naucrati.
L'opera più imponente era, comunque, Sugli Dei (Περὶ Θεῶν), un trattato in 24 libri, in cui Apollodoro ordinava i miti greci per tematiche e genealogie, oltre a spiegare gli epiteti delle divinità in base all'etimologia o agli attributi del dio, spesso con abbondanti citazioni. Del trattato restano 65 frammenti. 
Al campo delle opere lessicografiche ed erudite appartenevano titoli come Περὶ τῶν Ἀθήνησιν ἑταίρων (Sulle etère ateniesi); Ἀντιγραφὴ πρὸς τὴν Ἀριστοκλέους ἐπιστμήν; Περὶ Σώφρονος, un commento ai mimi di Sofrone di Siracusa, di cui Ateneo cita il terzo libro ; Γῆς περίοδος, κωμικῷ μέτρῳ, una geografia universale in versi giambici ; Περὶ Ἐπιχάρμου, commento o dissertazione sulle opere del poeta comico Epicarmo, in dieci libri; Ἐτυμολογίαι (Etimologie).
In virtù dell'ampio lavoro sulle divinità, ad Apollodoro sarebbe stata erroneamente attribuita la cosiddetta Biblioteca (Βιβλιοθήκη), compilata forse nel II secolo, ordinata per genealogie. 
Gli è stato, inoltre, dedicato un asteroide, 12609 Apollodoros.